# San Pablo de los Remedios
San Pablo de los Remedios är en ort i Mexiko, tillhörande kommunen Ixtlahuaca i den västra delen av delstaten Mexiko. Orten hade 1 555 invånare vid folkräkningen 2010.